# سليمان داود
سليمان داود (بالملايوية: Sulaiman Daud)‏ هو سياسي ماليزي، ولد في 4 مارس 1933 في كوتشينغ في ماليزيا، وتوفي في 23 مارس 2010 في كوالالمبور في ماليزيا بسبب سرطان الكبد. حزبياً، نشط في Parti Pesaka Bumiputera Bersatu ‏. وقد انتخب عضو ديوان الرعية ‏.